# Suchá (Hlavňovice)
Suchá je vesnice, část obce Hlavňovice v okrese Klatovy v Plzeňském kraji. V minulosti se zde hojně těžilo dřevo.

## Historie
První písemná zmínka o vesnici pochází z roku 1582.

## Obyvatelstvo
| Rok            | 1869 | 1880 | 1890 | 1900 | 1910 | 1921 | 1930 | 1950 | 1961 | 1970 | 1980 | 1991 | 2001 | 2011 | 2021 |
| -------------- | ---- | ---- | ---- | ---- | ---- | ---- | ---- | ---- | ---- | ---- | ---- | ---- | ---- | ---- | ---- |
| Počet obyvatel | 139  | 138  | 72   | 79   | 64   | 113  | 54   | 63   | 29   | 26   | 24   | 30   | 25   | 20   | 24   |
| Počet domů     | 18   | 17   | 9    | 9    | 10   | 8    | 8    | 15   | 15   | 7    | 7    | 7    | 7    | 7    | 7    |

## Obecní správa
Při sčítání lidu v letech 1850–1959 Suchá byla osadou obce Pích v okrese Sušice. Od roku 1960 je částí obce Hlavňovice v okrese Klatovy.

## Pamětihodnosti
- Vodní mlýn s pilou

## Rodáci
- Jaromír Chalupský, specialista na rentgenové lasery na ČVUT